# Municipio de Spring Grove (Arkansas)
Spring Grove Township era una subdivisión territorial del condado de Greene, Arkansas, Estados Unidos.
La Oficina del Censo de los Estados Unidos dejó de considerarla como tal para el censo de 2020.

## Geografía
Estaba ubicada en las coordenadas 36°3′11″N 90°33′26″O / 36.05306, -90.55722. Según la Oficina del Censo de los Estados Unidos, tenía una superficie total de 52.71 km², de la cual 52.59 km² correspondían a tierra firme y (0.22%) 0.11 km² eran agua.

## Demografía
Según el censo de 2010, en ese momento había 7180 personas residiendo en el municipio de Spring Grove. La densidad de población era de 136,22 hab./km². El 96.81% de los habitantes eran blancos, el 0.57% eran afroamericanos, el 0.25% eran amerindios, el 0.47% eran asiáticos, el 0.06% eran isleños del Pacífico, el 0.49% eran de otras razas y el 1.35% eran de una mezcla de razas. Del total de la población, el 1.92% eran hispanos o latinos de cualquier raza.